# Андрей Шариязданов
Андрей Шариязданов е руски шахматист, гросмайстор.

## Биография
Роден е на 12 юли 1976 г. Европейски шампион за юноши до 20 година за 1996 г. Златен медалист и с най-добър индивидуален резултат при мъжете от отборната универсиада по шахмат за 1998 г. Участник на шахматната олимпиада за 1998 г. Гросмайстор от 1998 г.

## Турнирни резултати
- 1998 – Задар (първо място на „Задар Оупън“)[4]
- 2000 – Гунтур (първо масто на „Chalapathi Grandmasters“ с резултат 10 точки от 13 възможни)[5]
- 2003 – Оберварт (първо място след тайбрек на „Оберварт Оупън“ с резултат 7,5 точки от 9 възможни)[6]
- 2013 – Опатия (трето място след тайбрек на „Опатия Оупън“ с резултат 6,5 точки от 9 възможни)[7]

## Участия на шахматни олимпиади
| Година | Организатор | Отбор             | Класиране (отборно) | Дъска         |
| 1998   | Елиста      | Русия – „Б“ отбор | 8                   | Втора резерва |